# Marwa Abdelhady Magdy
Marwa Abdelhady Magdy (geboren 22. Dezember 1997 in Kairo) ist eine ägyptische Volleyball- und Beachvolleyballspielerin.

## Karriere

### Karriere Halle
Die Universalspielerin stand in der Saison 2022/23 für den Smouha Sporting Club auf dem Spielfeld. Ein Jahr später wurde sie mit El Shams Sechste in der Meisterschaft und erreichte das ägyptische Pokalfinale.

### Karriere Beach
Mit Maia Ahmed nahm die in der ägyptischen Hauptstadt geborene Sportlerin an der U21-Weltmeisterschaft in Nanjing teil. Nach zwei Niederlagen in der Poolphase bezwangen die beiden im letzten Gruppenspiel ein marokkanisches Beachduo und belegten so im Gesamtklassement den geteilten siebzehnten Rang. Fünf Jahre später siegten Doaa Elghobashy und Marwa Abdelhady bei einem CABV-Turnier. Nach einem Intermezzo mit Habiba Mostafa, das mit dem Einzug in die Runde der Zwölf beim Futures in El-Alamein endete, bildeten Doaa und Marwa ein festes Team. Sie wurden Neunte bei den Mittelmeerstrandspielen und gewannen 2024 die dreizehnten All African Games.
Ihren bis dahin größten gemeinsamen Erfolg erkämpften sie jedoch im Juni der gleichen Saison, als sie das CAVB Continental Cup Finale für sich entscheiden konnten und so sich und ihrem Land einen Startplatz bei den Olympischen Spielen sicherten.  In Paris blieben die beiden satz- und sieglos.